# Iporhogas
Iporhogas är ett släkte av steklar som ingår i familjen bracksteklar.

## Arter
- Iporhogas chinensis
- Iporhogas flavistigma
- Iporhogas guangxiensis
- Iporhogas infuscatipennis
- Iporhogas rugivertex
- Iporhogas unicolor